# Isocybus indicus
Isocybus indicus är en stekelart som beskrevs av Mani 1975. Isocybus indicus ingår i släktet Isocybus och familjen gallmyggesteklar. Inga underarter finns listade i Catalogue of Life.